# Wolfgang Frühwald
Wolfgang Frühwald (* 2. August 1935 in Augsburg; † 18. Januar 2019) war ein deutscher Literaturwissenschaftler und Hochschullehrer sowie Präsident der Deutschen Forschungsgemeinschaft und der Alexander-von-Humboldt-Stiftung.

## Leben
Nach dem Abitur 1954 am humanistischen Gymnasium bei St. Anna in Augsburg studierte Wolfgang Frühwald bis 1958 Germanistik, Geschichte, Geographie und Philosophie an der Ludwig-Maximilians-Universität München. Nach dem Staatsexamen wurde er 1961 promoviert. 1969 folgte die Habilitation im Fach Neuere Deutsche Literatur. Von 1970 bis 1974 war Frühwald Professor an der Universität Trier, von 1974 bis zu seiner Emeritierung im Jahr 2003 Professor für Neuere Deutsche Literatur an der Ludwig-Maximilians-Universität München, an der er 1989 Prorektor war. Im Sommersemester 2003 war Frühwald der vierte Inhaber der Johannes Gutenberg-Stiftungsprofessur an der Johannes Gutenberg-Universität Mainz. 
Frühwald war von 1982 bis 1987 Mitglied im Wissenschaftsrat. Von 1992 bis 1997 war er Präsident der Deutschen Forschungsgemeinschaft (DFG) in Bonn. Engagiert wirkte er in der Wissenschaftspolitik mit und in die Wissenschaftspolitik hinein. Er war in der schwierigen Situation nach der Wiedervereinigung nicht nur für das erfolgreiche Zusammenwachsen der west- und ostdeutschen Forschungslandschaft verantwortlich, sondern hat auch maßgeblich zu der internationalen Profilierung des Wissenschaftsstandortes Deutschland beigetragen und „damit dessen Attraktivität für internationale Spitzenwissenschaftler aller Karrierestufen gesteigert“. Er gilt daher als langfristiger „Weichensteller“ für die Hochschulpolitik Deutschlands vor der Jahrtausendwende.
Frühwald bekleidete zahlreiche, oft leitende Funktionen in wissenschaftlichen Gremien. 1999 gehörte Frühwald zu den Gründern der International University Bremen (seit 2007: Jacobs University Bremen). Von 1999 bis 2007 war er Präsident der Alexander-von-Humboldt-Stiftung und wurde danach zum Ehrenpräsidenten ernannt.
1992 wurde er ordentliches Mitglied der Academia Europaea. Ab 2003 war Frühwald Mitglied der Leopoldina.
Frühwald war Mitglied im Stiftungsrat des Friedenspreises des Deutschen Buchhandels und am 14. Oktober 2007 der Laudator auf den Preisträger Saul Friedländer. Ab 2009 war er mehrere Jahre Vorsitzender der Jury zur Vergabe des Gerda Henkel Preises.
Ab 1958 war Frühwald mit Viktoria, geb. Schwarzkopf (1935–2023), verheiratet. Das Paar hatte fünf Kinder sowie elf Enkelkinder und lebte in Augsburg, wo Wolfgang Frühwald im Januar 2019 auch beigesetzt wurde.

## Werke
Als Literaturwissenschaftler war Wolfgang Frühwald eine der prägenden Gestalten der germanistischen Forschung zur deutschen Literatur der Romantik und des Biedermeier in der zweiten Hälfte des 20. Jahrhunderts. Internationale Reputation erwarb er sich insbesondere durch seine Publikationen und Werkausgaben zu Clemens Brentano und Adalbert Stifter;  ein weiterer Forschungsschwerpunkt war die Literatur der  Moderne und der Gegenwart. Frühwald legte besonderen Wert auf die Förderung der Beziehungen zwischen intellektueller und ästhetischer Kultur, indem er z. B. deutschsprachige Autoren zu Vorträgen und Vorlesungsreihen nach München einlud, darunter Max Frisch und Sten Nadolny.
- Der St. Georgener Prediger. Studien zum geistlichen Gehalt. de Gruyter, Berlin 1963, ISBN 978-3-11-000200-3.
- Clemens Brentano: Briefe an Emilie Linder. Gehlen, Köln 1969.
- Ruhe und Ordnung. Literatursprache – Sprache der politischen Werbung. Texte – Materialien – Kommentar. Hanser, München 1976, ISBN 3-446-12198-6.
- Das Spätwerk Clemens Brentanos 1815–1842. de Gruyter, Berlin 1977, ISBN 978-3-48415033-1.
- Der Fall Toller: Kommentar und Materialien. Zusammen mit John M. Spalek. Hanser, München 1979, ISBN 978-3-446-12691-6.
- Leben im Exil. Probleme der Integration deutscher Flüchtlinge im Ausland 1933–1945, hg. mit Wolfgang Schieder. Hoffmann und Campe, Hamburg, 1981,  3-455-09253-5.
- Gedichte der Romantik. Reclam, Stuttgart 1984, ISBN 978-3-15-008230-0.
- Eichendorff-Chronik. Hanser, München 1985, ISBN 978-3-446-12355-7.
- Joseph von Eichendorff. Leben und Werk in Texten und Bildern, herausgegeben von Franz Heiduk, Insel, Frankfurt am Main 1988, ISBN 978-3-45832764-6.
- Geisteswissenschaften heute. Eine Denkschrift. Zusammen mit Hans Robert Jauß, Reinhart Koselleck, Jürgen Mittelstraß, Burkhart Steinwachs. Suhrkamp, Frankfurt am Main 1991, ISBN 978-3-51828573-2.
- Peter Frieß, Andreas Fickers (Hrsg.): Wolfgang Frühwald und Manfred Eigen sprechen über die Neugier als Antrieb wissenschaftlichen Arbeitens (= TechnikDialog, Heft 1), Deutsches Museum, Bonn [1993], OCLC 312759487 (die ISBN 3-924183-90-2 wurde zweimal vergeben).
- Zeit der Wissenschaft. DuMont, Ostfildern 1997, ISBN 978-377014-334-4.
- Im Kern gesund? Zur Situation der Universität am Ende des 20. Jahrhunderts. Schwabe, Basel 1998, ISBN 978-3-7965-1067-0.
- Die Goethe-Rezeption in der deutschsprachigen Exilliteratur. Schöningh, Paderborn 2002, ISBN 978-3-506-71477-0.
- Das Talent, Deutsch zu schreiben. Goethe – Schiller – Thomas Mann. DuMont, Köln 2005, ISBN 978-3-8321-7895-6.
- Goethes Hochzeit (= Insel-Bücherei, Band 1294) Insel, Frankfurt am Main / Leipzig 2007, ISBN 978-3-458-19294-7.
- Wie viel Wissen brauchen wir? Politik, Geld und Bildung. Berlin University Press, Berlin 2007, ISBN 978-3-9404-3203-2.
- Die Autorität des Zweifels. Verantwortung, Messzahlen und Qualitätsurteile in der Wissenschaft. Wallstein, Göttingen 2008, ISBN 978-3-8353-0413-0.
- Das Gedächtnis der Frömmigkeit. Religion, Kirche und Literatur in Deutschland. Vom Barock bis zur Gegenwart. Insel, Frankfurt am Main 2008, ISBN 978-3-458-71009-7.
- Blaupause des Menschen. Streitgespräche über die beschleunigte Evolution. Berlin University Press, Berlin 2009, ISBN 978-3-940432-49-0.
- „Lies nur die linken Seiten eines Buches!“ Über Mehrung und Zerfall moderner Wissenswelten. Winter, Heidelberg 2009, ISBN 978-3-8253-5674-3.
- Wieviel Sprache brauchen wir? Berlin University Press, Berlin 2010, ISBN 978-3-940432-82-7.
- Goethes Ehe. Die Lebenspartnerschaft mit Christiane Vulpius. Insel, Berlin 2016, ISBN 978-3-458-19420-0.

## Ehrungen und Auszeichnungen (Auswahl)
- 1976: Verdienstorden des Landes Oberösterreich
- 1993: Bundesverdienstkreuz I. Klasse des Verdienstordens der Bundesrepublik Deutschland
- 1995: Bayerischer Verdienstorden
- 1995: Ehrendoktorwürde der Literatur (DLitt) der Universität Bristol[14]
- 1995: Ehrendoktorwürde der Universität Dublin (Trinity College), Irland
- 1996: Ehrendoktorwürde der Hebräischen Universität Jerusalem, Israel[15]
- 1998: Großes Bundesverdienstkreuz des Verdienstordens der Bundesrepublik Deutschland
- 1999: Komtur des Päpstlichen Ritterordens des heiligen Gregors des Großen[16]
- 1999: Bayerischer Maximiliansorden für Wissenschaft und Kunst
- 1999: Ehrendoktorwürde der Katholisch-Theologischen Fakultät der Universität Münster[17]
- 2000: Verdienstmedaille des Landes Baden-Württemberg
- 2000: Ehrenring der Görres-Gesellschaft
- 2000: Großes Verdienstkreuz des Niedersächsischen Verdienstordens
- 2001: Silberne Verfassungsmedaille des Freistaats Bayern
- 2002: Alfried-Krupp-Wissenschaftspreis; Max-Herrmann-Preis
- 2002: Marbacher Schillerrede[18]
- 2004:  Ehrendoktor der Universität Sofia, Bulgarien
- 2005: Großes Verdienstkreuz mit Stern des Verdienstordens der Bundesrepublik Deutschland
- 2009: Hans-Olaf-Henkel-Preis – Preis für Wissenschaftspolitik[19]
- 2010: Großes Verdienstkreuz mit Stern und Schulterband des Verdienstordens der Bundesrepublik Deutschland

Quelle: